# Florinda coccinea
Florinda coccinea es una especie de araña araneomorfa de la familia Linyphiidae. Es el único miembro del género monotípico Florinda.

## Distribución
Se encuentra en Estados Unidos, México y las Antillas.